# Osinniki
Osinniki è una città della Russia siberiana meridionale (oblast' di Kemerovo).
Sorge nel bacino del Kuzbass alla confluenza del fiume Kandalep nella Kondoma (bacino idrografico dell'Ob'), nella parte meridionale della oblast', 354 chilometri a sud del capoluogo Kemerovo.
La città ha una popolazione di circa 47.000 abitanti (gennaio 2010), che salgono a circa 63.000 se si considera l'intera agglomerazione che comprende anche alcuni insediamenti rurali.